# Thomas Deichmann
Thomas Deichmann (* 1962) ist ein deutscher Journalist, Buchautor und Kommunikationsmanager. Er war Gründer und von November 1992 bis Mai 2011 Chefredakteur und Herausgeber des politischen Zweimonatsmagazins NovoArgumente. Anfang 2011 arbeitete er zunächst als Kommunikationsmanager für die Royal Bank of Scotland. Im August 2011 wechselte er als Kommunikationsmanager in die Industrie und war zunächst für die BASF Plant Science und BASF SE tätig, bevor er seine berufliche Laufbahn in anderen Unternehmen fortsetzte.

## Leben
Nach Erlangung seines Ingenieur-Diploms 1989 und anschließender wissenschaftlicher Mitarbeit an der TU Darmstadt publiziert Deichmann seit 1992 über außenpolitische und wissenschaftspolitische Themen. Bekannt wurde er erstmals 1997 durch einen Aufsatz zum Jugoslawienkrieg. Dieser Aufsatz war ein Teil seiner journalistischen Recherchen als sogenannter Expertenzeuge im Auftrag einer niederländischen Anwaltskanzlei für die Verteidigung des später als Kriegsverbrecher verurteilten bosnisch-serbischen Politikers Duško Tadić vor dem Internationalen Strafgerichtshof für das ehemalige Jugoslawien. Deichmann thematisierte in dem Aufsatz das bekannte Foto aus dem Jahre 1992, das den ausgemergelten bosnischen Muslim Fikret Alić zusammen mit anderen hinter einem Stacheldrahtzaun im bosnischen Lager Trnopolje abbildete und Assoziationen mit den Konzentrationslagern der Nationalsozialisten weckte. Er behauptete, dass es die britischen Journalisten, die das Bild aufnahmen, und nicht die fotografierten Personen waren, die sich hinter dem Zaun aufhielten. Der Zaun habe sich in unmittelbarer Nähe des eigentlichen Lagergeländes befunden und einen kleinen Bereich umgeben, aus dem heraus das Foto aufgenommen worden sei. Deichmann meinte daher, dass die Aufnahme eine Täuschung der Öffentlichkeit gewesen sei. Die britische TV-Agentur ITN verklagte die Zeitschrift „Living Marxism“, in der Deichmanns Beitrag erschien, wegen Beleidigung, die Zeitschrift wurde deshalb zu einer hohen Geldstrafe verurteilt und musste ihr Erscheinen einstellen. Deichmann trat auch als Zeuge der Verteidigung von Tadić auf.
Später richtete sich die Kritik Deichmanns vorrangig gegen ökologisch ausgerichtete Nichtregierungsorganisationen. Beispielsweise warf er der Umweltschutzorganisation Greenpeace vor, ihre Kampagnen etwa gegen gentechnisch veränderte Organismen seien unwissenschaftlich und verstießen gegen Recht und Gesetz. Gegen Greenpeace Energy erhob er den Vorwurf, die eigenen Kunden im Unklaren über die Herkunft des hauseigenen Ökostromangebots zu lassen. 2009 wurde Deichmann mit dem InnoPlanta-Sonderpreis für objektive und allgemeinverständliche Berichterstattung zur Grünen Biotechnologie ausgezeichnet. Das mit Detlev Ganten und Thilo Spahl verfasste Buch Die Steinzeit steckt uns in den Knochen wurde als Wissenschaftsbuch des Jahres 2010 prämiert. Deichmann war Sachverständiger im Ausschuss für Bildung, Forschung und Technikfolgenabschätzung des Deutschen Bundestags und agierte als Referent und Lehrkraft u. a. beim European Science Open Forum, am Kölner Institut für Publizistik, an der Henri-Nannen-Schule Berlin, der TU München, FU Berlin und TU Berlin.
Deichmanns Veröffentlichungen beim Suhrkamp Verlag, Eichborn Verlag, Deutschen Taschenbuch Verlag (dtv) und Piper Verlag sowie in den Tageszeitungen „Die Welt“, „Frankfurter Allgemeine Zeitung“ (FAZ), „Junge Welt“, in den Wochenzeitungen „Die ZEIT“, „Freitag“, „Focus“ und „Frankfurter Allgemeine Sonntagszeitung“, in den Monatsschriften „Cicero“ und „brand eins“ und bis 2010 auf der „Achse des Guten“, erstrecken sich von der medialen Rezeption der Jugoslawienkriege bis hin zu naturwissenschaftlichen und wissenschaftspolitischen Fragestellungen. Dabei bezog Deichmann Stellung gegen die, wie er es nennt, „Moralisierung der Außenpolitik“. Zudem richteten sich seine Kommentare und Aufsätze in Tageszeitungen gegen den aus seiner Sicht vorherrschenden „Ökologismus“ und die aktuell betriebene Politik des „Verbraucherschutzes“. Deichmann bezeichnet sich als „Fortschrittsoptimist“. Seit 2007 bereist Deichmann gemeinsam mit dem österreichischen Schriftsteller Peter Handke regelmäßig die Balkanregion. Er hat Fotoausstellungen zu den Reisen organisiert und wiederholt darüber publiziert.

## Bibliographie
(chronologisch absteigend sortiert)
- Detlev Ganten, Thomas Deichmann, Thilo Spahl: Die Steinzeit steckt uns in den Knochen. Gesundheit als Erbe der Evolution. Piper-Verlag, München 2009, ISBN 978-3-492-05271-9.
- Thomas Deichmann: Warum Angst vor Grüner Gentechnik? Projekte-Verlag, Halle 2009, ISBN 978-3-86634-693-2.
- Thomas Deichmann und Thilo Spahl: Das Wichtigste über Natur & Technik. dtv, München 2006, ISBN 3-423-34363-X.
- Thomas Deichmann, Thilo Spahl: Das Wichtigste über Mensch & Gesundheit. dtv, München 2006, ISBN 3-423-34362-1.
- Detlev Ganten, Thomas Deichmann, Thilo Spahl: Naturwissenschaft : alles, was man wissen muss. dtv, München 2005, ISBN 3-423-34237-4.
- Detlev Ganten, Thomas Deichmann, Thilo Spahl: Leben, Natur, Wissenschaft : alles, was man wissen muss. Eichborn, Frankfurt am Main 2003, ISBN 3-8218-3981-3.
- Thomas Deichmann, Thilo Spahl: Das populäre Lexikon der Gentechnik. Eichborn, Frankfurt am Main 2001, ISBN 3-8218-1697-X.
- Thomas Deichmann (Hrsg.): Noch einmal für Jugoslawien: Peter Handke. Suhrkamp, Frankfurt am Main 1999, ISBN 3-518-39406-1.
- Klaus Bittermann, Günter Amendt, Thomas Deichmann (Hrsg.): Wie Dr. Joseph Fischer lernte, die Bombe zu lieben: Die SPD, die Grünen, die Nato und der Krieg auf dem Balkan. Ed. Tiamat, Berlin 1999, ISBN 3-89320-025-8.